# Saint-Maurice-lès-Châteauneuf
Saint-Maurice-lès-Châteauneuf är en kommun i departementet Saône-et-Loire i regionen Bourgogne-Franche-Comté i östra Frankrike. Kommunen ligger i kantonen Chauffailles som tillhör arrondissementet Charolles. År 2022 hade Saint-Maurice-lès-Châteauneuf 595 invånare.

## Befolkningsutveckling
Antalet invånare i kommunen Saint-Maurice-lès-Châteauneuf
| Referens: INSEE |